# Slovenská Ves
Slovenská Ves este o comună slovacă, aflată în districtul Kežmarok din regiunea Prešov. Localitatea se află la altitudinea de 647 m deasupra n.m., se întinde pe o suprafață de 22,44 km2 și în 2017 număra 1.867 de locuitori.

## Istoric
Localitatea Slovenská Ves este atestată documentar din 1311.

## Demografie
| An:                | 1994 | 2004   | 2014   | 2024   |
| ------------------ | ---- | ------ | ------ | ------ |
| Număr de persoane: | 1707 | 1787   | 1866   | 1859   |
| Diferență:         |      | +4,68% | +4,42% | −0,37% |

| An:                | 2023 | 2024   |
| ------------------ | ---- | ------ |
| Număr de persoane: | 1846 | 1859   |
| Diferență:         |      | +0,70% |